# 今井町 (前橋市)
今井町（いまいまち）は、群馬県前橋市の地名。郵便番号は379-2116。2013年現在の面積は1.31km2。

## 地理
赤城山南麓の末端に位置している。ほぼ中央を荒砥川が南流し、同川の東部はなだらかな傾斜地、西部は平坦地で、旧利根川の沖積地へと続いている。

### 河川
- 荒砥川

## 歴史
戦国時代頃からある地名である。江戸時代に入るとはじめ大胡城主牧野氏領、元和2年に前橋藩領、明和5年から幕府領代官前沢藤十郎支配地、天明5年から再び前橋藩領だった

### 年表
- 1889年4月1日 町村制施行により、今井村は荒子村、ニ之宮村、富田村、荒口村、泉沢村、下大屋村、飯土井村、新井村、西大室村、東大室村と合併し南勢多郡荒砥村が成立する。
- 1896年4月1日 南勢多郡と東群馬郡が統合し勢多郡となる。
- 1957年2月20日 木瀬村と合併し城南村が成立する。
- 1967年5月1日 城南村が前橋市へ編入される。そのため前橋市今井町となる。

### 地名の由来
伝説によると、今井四郎兼平によるものと伝えられている。兼平の裔が今井城にいたと伝えるが、その系譜などは文化2年の火災によって焼失した。

## 世帯数と人口
2017年（平成29年）8月31日現在の世帯数と人口は以下の通りである。
| 町丁   | 世帯数  | 人口  |
| ------ | ------- | ----- |
| 今井町 | 258世帯 | 694人 |

## 小・中学校の学区
市立小・中学校に通う場合、学区は以下の通りとなる。
| 番地 | 小学校               | 中学校             |
| ---- | -------------------- | ------------------ |
| 全域 | 前橋市立二之宮小学校 | 前橋市立荒砥中学校 |

## 交通

### 鉄道
鉄道駅はない。

### 道路
国道は国道17号上武道路、国道50号が通っている。同町の「今井町」の交差点で2つの国道が接続している。県道は通っていない。

## 施設
- 今井神社